# تقية
التَّقِيَّة هو مصطلح عربي من الفعل «يتقي» أي «يخشى»، فيقال على سبيل المثال: «اتقِّ شر من أحسنت إليه». أما في الأديان فالتقية هي إخفاء معتقد ما خشية الضرر المادي أو المعنوي. عند أهل السنة والجماعة التقية فكرة طارئة، أو رخصة عارضة، فهي عند أهل السنة حالة اضطرارية خلاف الأصل ألجأت إليها الضرورة والحاجة الشديدة.[بحاجة لمصدر]
التقية موجودة في الدين الإسلامي وأيضاً في اليهودية[بحاجة لمصدر] مجازة عموماً على العكس من المسيحية[بحاجة لمصدر] التي لا تبيح تصرفات مثل التقية مطلقاً.
وارتبطت التقية في تاريخ الأديان بصفة عامة بمراحل الاضطهاد أو التمييز القائم على العقيدة بل إن المسيحيين الأوائل في عصر دقلديانوس اضطروا لاستخدامها في مصر وبلاد الشام.[بحاجة لمصدر] واستخدمها اليهود في أوروبا في العصور الوسطى.[بحاجة لمصدر]
وفي الإسلام أباحها السنة حماية للمسلم من أي ضرر في عقيدته أو دنياه، أما الشيعة فتوسعوا في استخدامها واعتبروها من أصول عقيدتهم ويعزو البعض هذا إلى اضطهاد الشيعة العام عبر التاريخ خصوصاً في العصر الأموي والعباسي مما جعل التقية أمراً ضرورياً لحياة الشيعي.

## تعريف
اشتق مصطلح التقية من القرآن الكريم في الآية: ﴿لَا يَتَّخِذِ الْمُؤْمِنُونَ الْكَافِرِينَ أَوْلِيَاءَ مِنْ دُونِ الْمُؤْمِنِينَ وَمَنْ يَفْعَلْ ذَلِكَ فَلَيْسَ مِنَ اللَّهِ فِي شَيْءٍ إِلَّا أَنْ تَتَّقُوا مِنْهُمْ تُقَاةً وَيُحَذِّرُكُمُ اللَّهُ نَفْسَهُ وَإِلَى اللَّهِ الْمَصِيرُ ۝٢٨﴾ [آل عمران:28].
التقية هي الحذر من إظهار ما في النفس من معتقد وغيره للغير، كما يمكن القول بأن التقية عند أهل السنة بأنها إظهار المسلم لبعض الأقوال والفعال الموافقة لأهل الكفر أو الجارية على سبلهم إذا اضطر المسلم إلى ذلك من أجل اجتناب شرهم مع ثبات القلب على إنكار موافقتهم وبغضها والسعي لدفع الحاجة إليها، كما يمكن القول بأن التقية هي إظهار الكفر وإبطان الإيمان وذلك عند خوف المسلم على نفسه من الكفار والمشركين.

## ممارسة عمار بن ياسر للتقية
عند إسلام عمار بن ياسر وأهله سخط سادات مكة سخطا شديدا وارادوا تخويف باقي الناس من الدخول في الدين الجديد فربطوا عمار وأهله على جذوع النخل وانهالوا عليهم ضربا وتحريقا واستعملوا كل وسائل التعذيب معهم حتى استشهد والدا عمار من شدة التعذيب ولم ينجوا عمار من بين أيديهم حتى ذكر الإسلام بسوء وذكر آلهة قريش بخير فأفرجت عنه قريش ليعود للرسول وهو في أشد الحزن فسأله الرسول: ما وراءك؟. قال عمّار: شرّ يا رسول الله، ما تُركت حتى نلت منك وذكرت آلهتهم بخير. فقال: كيف تجد قلبك؟ قال عمّار: مطمئناً بالإيمان.

فنزلت الآية الكريمة:﴿مَنْ كَفَرَ بِاللَّهِ مِنْ بَعْدِ إِيمَانِهِ إِلَّا مَنْ أُكْرِهَ وَقَلْبُهُ مُطْمَئِنٌّ بِالْإِيمَانِ وَلَكِنْ مَنْ شَرَحَ بِالْكُفْرِ صَدْرًا فَعَلَيْهِمْ غَضَبٌ مِنَ اللَّهِ وَلَهُمْ عَذَابٌ عَظِيمٌ ۝١٠٦﴾ [النحل:106].

فقال له الرسول: يا عمار إن عادوا فعد. فقد أنزل الله عز وجل عذرك وأمرك أن تعود إن عادوا.

## ضوابط التقية عند أهل السنة والجماعة
التقية رخصة لا يلجأ إليها إلا في حال الاضطرار، والأخذ بالعزيمة أفضل، «أجمعوا على أن من أكره على الكفر واختار القتل أنه أعظم أجرا عند الله ممن اختار الرخصة، وأما غير الكفر فان أكره على أكل الخنزير وشرب الخمر مثلا فالفعل أولى».

### أخبار التقية
- القرطبي: ذكر القرطبي المالكي: اجمع أهل العلم على ان من اكره على الكفر حتى خشي على نفسه القتل انه لا إثم عليه ان كفر وقلبه مطمئن بالايمان.[6]
- مالك: يقول الإمام مالك بعدم وقوع طلاق المكره على نحو التقية محتجاً بذلك بقول الصحابي ابن مسعود: ما من كلام يدرأ عني سوطين من سلطان إلا كنت متكلماً به.[7]
- مستدرك الحاكم (2 / 319) حدثنا أبو عبد الله محمد بن يعقوب الشيباني حدثنى ابى ثنا همام ثنا محمد بن بشر العبدي قال سمعت سفيان ابن سعيد يذكر عن ابن جريج حدثنى عطاء عن ابن عباس رضى الله عنهما " الا ان تتقوا منهم تقاة " قال التقاة التكلم باللسان والقلب مطمئن بالايمان فلا يبسط يده فيقتل ولا إلى اثم فانه لا عذر له "[8]
- البيهقي: أخبرنا أبو زكريا بن إبى اسحاق المزكى أنبأ أبو الحسن بن عبدوس الطرائفي ثنا عثمان بن سعيد الدارمي ثنا عبد الله بن صالح عن معاوية بن صالح عن على بن أبى طلحة عن ابن عباس في قوله " إلا من اكره وقلبه مطمئن بالايمان " قال اخبر الله سبحانه انه من كفر بعد ايمانه فعليه غضب من الله وله عذاب عظيم فلما من اكره فتكلم بلسانه وخالفه قلبه بالايمان لينجو بذلك من عدوه فلا حرج عليه ان الله سبحانه انما يأخذ العباد بما عقدت عليه قلوبهم ".[9]
- السيوطي: أخرج ابن جرير وابن المنذر وابن أبي حاتم من طريق على عن ابن عباس قال نهى الله المؤمنين أن يلاطفوا الكفار ويتخذواهم وليجة من دون المؤمنين «إلا أن يكون الكفار عليهم ظاهرين أولياء فيظهرون لهم اللطف ويخالفونهم في الدين» وذلك قوله «إلا أن تتقوا منهم تقاة».[10]
- ابن سعد: قال أخبرنا عبد الله بن جعفر الرقي قال أخبرنا عبيد الله بن عمرو عن عبد الكريم عن أبي عبيدة بن محمد بن عمار بن ياسر في قوله «إلا من أكره وقلبه مطمئن بالايمان» قال ذلك عمار بن ياسر وفقوله ولكن من شرح بالكفر صدرا قال ذلك عبد الله بن أبي سرح.[11]

### نظرة بعض علماء السنة للتقية عند الشيعة
يرى بعض أهل السنة والجماعة أن الاثنا عشرية تغلو في استخدام مصطلح التقية وتتوسع فيه، ويرى بعض أهل السنة والجماعة أنه من صور الغلو عند الإثنا عشرية أنهم يروون عن الإمام جعفر الصادق أنه قال:«لو قلت إن تارك التقية كتارك الصلاة لكنت صادقاً » واعتبر بعض علماء الإثنا عشرية هذه الرواية من الروايات المتواترة، وكذلك أن جعل التقية «تسعة أعشار الدين» وكذلك القول بأنه «وأن من لا تقية له لا إيمان له»، فهذا في نظر بعض أهل السنة من الغلو الشديد في مفهوم التقية، كما يرى بعض أهل السنة والجماعة أن الإثنا عشرية قد توسعت في استخدام التقية وخرجت بها من حال الضرورة إلى حال الاختيار فهي عندهم سلوك جماعي دائم وحالة مستمرة حتى يخرج القائم وهو محمد بن الحسن العسكري، وكذلك القول الذي ينسبوه لأحد أئمتهم: «عليكم بالتّقية، فإنه ليس منا من لم يجعلها شعاره ودثاره مع من يأمنه، لتكون سجية مع من يحذره».
ويرى بعض أهل السنة والجماعة «أن سبب غلو الإثنا عشرية في أمر التقية يرجع للأسباب التالية»:
- بيعة سلمان الفارسي لأبي بكر وعمر وعثمان: لا تعد الشيعة بيعة أبي بكر وعمر وعثمان بيعة شرعية، وقد ورد في المصادر الشيعية أن سلمان الفارسي كان ممن بايعهم تقية بعد أن سمح له علي بذلك... وكانت بيعة بيده اليسار أي بمعنى أن هذه البيعة باطلة، فلما سألوه لماذا لا تبايع بيمينك: قال أما يميني فقد بايعت بها علياً.[19][20]
- عزل أتباع الإثنا عشرية عن أهل السنة والجماعة: حيث تنسب الإثنا عشرية القول لأحد أئمتهم: «ما سمعتَ مني يشبه قول الناس فيه التقية، وما سمعت مني لايشبه قول الناس فلا تقية فيه[21]»، وكذلك رواية أخرى: «عن علي بن أسباط قال: قلت للإمام الرضا: يحدث الأمر لا أجد بداً من معرفته، وليس في البلد الذي أنا فيه من أستفتيه من مواليك؟ قال: فقال: أحْضِرْ فقيه البلد فاستفته في أمرك، فإذا أفتاك بشيء فخذ بخلافه فإن الحق فيه[22]»

## التقية عند الشيعة الإثنا عشرية
«كتمان الحق وستر الأعتقاد فيه ومكاتمه المخالفين وترك مظاهرتهم بما يعقب ضرراً في الدين أو الدنيا » أي ان التقية هي لاجتناب شر الكفار أو المشركين وذلك بموافقه بعض افعالهم مع عدم الايمان والتصديق بها قلبا، واضطرت الإثنا عشرية إلى ممارسة التقية ودعى أئمة الشيعة إلى ممارستها حتى أن أئمة الشيعة أنفسهم قاموا بممارسة التقية، وذلك بسبب البطش والقتل والتنكيل الذي تعرض له الأئمة ومتبعيهم على مر العصور.[هل المصدر موثوق به؟]

### ضوابط التقية عند الاثنا عشرية
إن التقية رخصة يلجأ إليها المسلم في حالات اضطرارية ومواضع معينة بشرط أن لا يؤدي العمل بها إلى الفساد في الدين أو خفاء الحق، وإلا فإنه لا يجوز للمسلم حينئذ أن يعمل بالتقية بل عليه أن يضحي بنفسه في سبيل الله.
حيث يقول الإمام جعفر الصادق: «للتقية مواضع، من أزالها عن مواضعها لم تستقم له، وتفسير ما يُتّقى مثل أن يكون قوم سوء ظاهر حكمهم وفعلهم على غير حكم الحق وفعله، فكل شيء يعمل المؤمن بينهم لمكان التقية مما لا يؤدي إلى الفساد في الدين فإنه جائز».
ويقول آية الله العظمى السيد صادق الشيرازي: «يكون العمل بالتقية حراماً إذا أوجب إخفاء الحق، فأبو ذر كان يعلم أن العمل بالتقية يوجب إخفاء الحق ومساندة الباطل، ولذلك رفض ما أرسله عثمان».
ويقول المحقق أبو القاسم الخوئي: «إذا كانت المفسدة المترتبة على فعل التقيه أشد وأعظم من المفسدة المرتبة على تركها، أو كانت المصلحة في ترك التقية أعظم من المصلحة المترتبة على فعلها، كما إذا علم بأنه إن عمل بالتقية ترتب عليه اضمحلال الحق، واندراس الدين الحنيف، وظهور الباطل، وترويج الجبت والطاغوت، وإذا ترك التقية ترتب عليه قتله فقط، أو قتله مع جماعة آخرين، ولا اشكال حينئذ في أن الواجب ترك العمل بالتقية، وتوطين النفس للقتل، لان المفسدة الناشئة عن التقية أعظم وأشد من مفسدة قتله..».
وقد حذر الإمام جعفر الصادق من أن يتخذ بعض مدعي التشيع رخصة التقية حجة لقعودهم عن نصرة أهل البيت فقال: «إنما جُعِلَت التقية ليُحقَن بها الدم، فإذا بلغت التقيةُ الدمَ فلا تقية، وأيَّمُ الله لو دُعيتم لتنصرونا لقلتم: لا نفعل إنما نتَّقي، ولكانت التقية أحبَّ إليكم من آبائكم وأمهاتكم، ولو قد قام القائم (الإمام المهدي) ما احتاج إلى مساءلتكم عن ذلك ولأقام في كثيرٍ منكم من أهل النفاق حدّ الله».
ولا يصح أن تعمم التقية على كل العصور والأزمان، ففي بعض العصور القديمة كانت هناك حاجة للتقية وفي عصور أخرى فلا، ولذلك نجد مثلاً أن الإمام محمد الجواد أمر الشيعة بأن يحدثوا بالأحاديث التي كُتمت سابقاً بسبب التقية في عصر الإمامين الباقر والصادق، وذلك إما لأن الظروف في عصره قد تغيرت أو لأن الحق كان مهدداً بأن يضمحل. فعن محمد بن الحسن بن أبي خالد شينولة قال: «قلت لأبي جعفر الثاني: جُعلت فداك؛ إن مشايخنا رووا عن أبي جعفر وأبي عبد الله عليهما السلام وكانت التقية شديدة، فكتموا كتبهم ولم يرووا عنهم، فلما ماتوا صارت الكتب إلينا. فقال: حدّثوا بها فإنها حق».

### أخبار التقية
وتؤمن الإثنا عشرية أن الأئمة كانوا يستخدمون التقية، بسبب الإضهاد والقمع من قبل السلطات السياسية التي كانت في ذلك الوقت، ومن الأمثلة على عمل الأئمة بالتقية:
- سلمان الفارسي ومبايعته تقية للخلفاء: حيث تذكر المصادر الشيعية أن سلمان الفارسي بايع أبو بكر على الخلافة تقية.[30]
- تقية جعفر الصادق في مسألة المسح على الرأس: «والخبر الذي رواه الحسين بن سعيد عن حماد عن شعيب عن أبي بصير قال: سألت أبا عبد الله عن مسح الرأس قلت أمسح بما في يدي من الندا رأسي؟ قال: لا بل تضع يدك في الماء ثم تمسح... فهذه الأخبار وردت للتقية وعلى ما يوافق مذهب المخالفين، والذي يدل على ذلك ما قدمنا ذكره من الأخبار وتضمنها نفي تناول الماء للمسح ولا يجوز التناقض في أقوالهم وأفعالهم[31]».
- تقية الباقر في أن قتل البازي والصقر هو حلال: «عن أبان بن تغلب، قال: سمعت أبا عبد الله يقول: كان أبي يفتي في زمن بني أمية أن ما قتل البازي والصقر فهو حلال، وكان يتقيهم، وأنا لا أتقيهم، وهو حرام ما قتل[32]».

### مكانة التقية عند الإثنا عشرية
كانت التقية طور إعدادي للإثنا عشرية:
- قد تصل رتبتها أنه قد يكون تارك التقية كتارك الصلاة وذلك طبقا لرواية عن الإمام جعفر الصادق أنه قال «لو قلت إن تارك التقية كتارك الصلاة لكنت صادقاً[12][13][33][34][35][36]» واعتبر بعض علماء الإثنا عشرية هذه الرواية من الروايات المتواترة.[14]
- «عن أبي عبد الله قال: يا أبا عمر، إن تسعة أعشار الدين في التقية، ولا دين لمن لا تقية له[15]». ومعنى هذا الحديث هو بأن تسعة أعشار الدين يكون فيه التقية بسبب الاختلاف مع المذاهب الأخرى. ويبقى عشر من الدين يتفق فيه الشيعة مع مخالفيهم فلا تقية فيه.[37]
- «وأن من لا تقية له لا إيمان له[15]»
- «قال أبو جعفر: التقية من ديني ودين آبائي، ولا إيمان لمن لا تقية له[38]»
- ويرى الشيعة إن اللازم على المؤمن أن يسعى في زمان الغيبة لرفع التقية، وذلك ما يتضح من قراءة الأدعية المأثورة عن المعصومين: «اللهم واجعل الصحة والنور في سمعي وبصري (...) واجعل الإرشاد في عملي، والتسليم لأمرك مهادي وسندي، والرضا بقضائك وقدرك أقصى عزمي ونهايتي، وأبعد همي وغايتي، حتى لا أتقي أحدا من خلقك بديني، ولا أطلب به غير آخرتي».[39]» و«واجعلنا يا رب.. ممن لا حاجة به إلى التقية من خلقك».[40]

## وصلات خارجية
- واقع التقية عند المذاهب والفرق الإسلامية
- التقية عند الشيعة الإمامية